# Hypsiboas cordobae
Espèce
Synonymes
- Hyla pulchella cordobae Barrio, 1965
- Hyla cordobae Barrio, 1965

Statut de conservation UICN

 DD  : Données insuffisantes
Hypsiboas cordobae est une espèce d'amphibiens de la famille des Hylidae.

## Répartition
Cette espèce est endémique d'Argentine. Elle se rencontre jusqu'à 1 100 m d'altitude dans les sierras de Córdoba et San Luis, dans les provinces de Córdoba et de San Luis,.

## Étymologie
Son nom d'espèce lui a été donné en référence à son lieu de découverte, la province de Córdoba.

## Publication originale
- Barrio, 1965 : Las subespecies de Hyla pulchella Duméril y Bibron (Anura, Hylidae). Physis, vol. 25, no 69, p. 115-128.